# Imellem sort og hvid
Imellem sort og hvid er en dansk kortfilm fra 2012 med instruktion og manuskript af Fie Ørnsø.

## Handling
Denne artikel mangler et handlingsreferat. Hjælp os med at skrive det.